# The Hawk Is Howling
The Hawk Is Howling är det skotska bandet Mogwais sjätte studioalbum, släppt 2008 och producerat av Andy Miller.

## Låtlista
Samtliga låtar är skrivna av Mogwai.
1. "I'm Jim Morrison, I'm Dead" – 6:46
2. "Batcat" – 5:23
3. "Danphe and the Brain" – 5:18
4. "Local Authority" – 4:15
5. "The Sun Smells Too Loud" – 6:58
6. "Kings Meadow" – 4:42
7. "I Love You, I'm Going to Blow Up Your School" – 7:33
8. "Scotland's Shame" – 8:00
9. "Thank You Space Expert" – 7:55
10. "The Precipice" – 6:42
11. "Dracula Family" (Bonusspår på den japanska utgåvan) - 6:03
12. "Stupid Prick Gets Chased by the Police and Loses His Slut Girlfriend" (Bonusspår på den japanska utgåvan) - 5:09
13. "Devil Rides" (feat. Roky Erickson från 13th Floor Elevators) (Bonusspår på den japanska utgåvan) - 4:00